# Cziżowka-Ariena

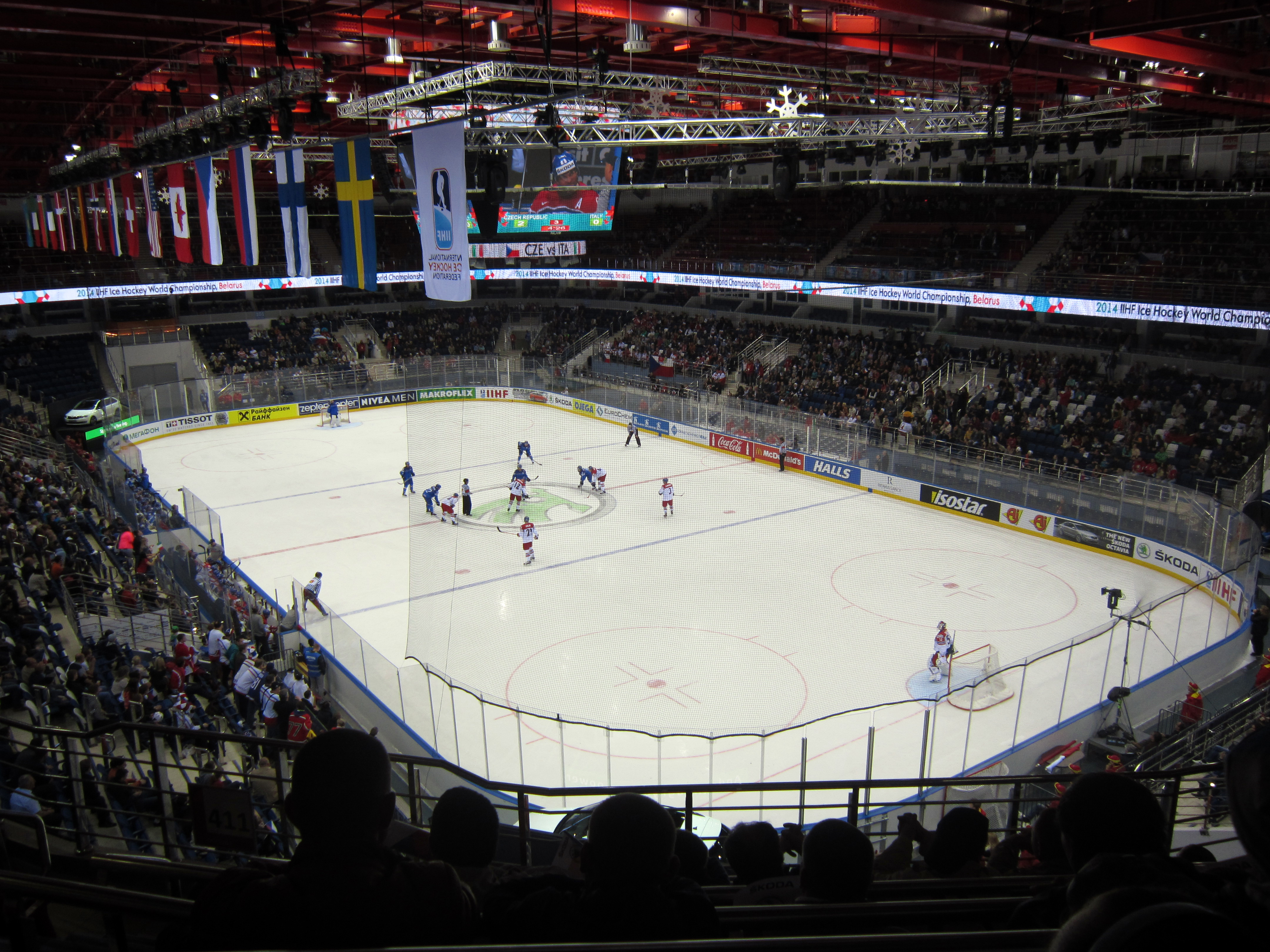
Mecz MŚ w hokeju na lodzie 2014, Czechy - Włochy

Cziżowka-Ariena (ros. Чижовка-Арена, biał. Чыжоўка-Арэна) – kompleks widowiskowo-sportowy w Mińsku na Białorusi. Jego pełna nazwa to Wielofunkcyjny kompleks kulturalno-sportowo-rozrywkowy „Cziżowka-Ariena” (biał. Шматфункцыянальны культурна-спартыўны і забаўляльны комплекс “Чыжоўка-Арэна“). Na hali odbywają się mecze hokejowe, a także zawody w łyżwiarstwie figurowym i łyżwiarstwie szybkim. Kompleks składa się z dwóch lodowisk, ośmiu szatni, centrum prasowego, sali konferencyjnej, hotelu, basenu, sauny, kawiarni i restauracji.
Na lodowisku rozgrywa mecze drużyna Junost' Mińsk w rozgrywkach ekstraligi białoruskiej. Hala została uznana najlepszą areną w sezonach 2014/2015, 2015/2016.

## Imprezy
- W 2014 hala była jedną z dwóch głównych aren hokejowych mistrzostw świata 2014 Elity[2].